# 名草村 (栃木県)
名草村（なぐさむら）は栃木県の南西部、足利郡に属していた村である。

## 地理
- 河川：名草川
- 名草の巨石群（国の天然記念物）

## 歴史
- 1889年（明治22年）4月1日 町村制施行により周辺8村（菅田村、利保村、江川村、田島村、椛崎村、大月村、月谷村、名草村）が合併し足利郡北郷村が成立する。
- 1922年（大正11年）4月1日 北郷村から名草村が分立する。
- 1954年（昭和29年）11月1日 北郷村とともに足利市へ編入され消滅。

## 行政
- 名草村長

| 代 | 氏名       | 就任                      | 退任                       | 備考 |
| -- | ---------- | ------------------------- | -------------------------- | ---- |
| 1  | 杉江茂助   | 1922年（大正11年）4月1日  | 1922年（大正11年）8月8日   |      |
| 2  | 杉江茂助   | 1922年（大正11年）8月9日  | 1926年（大正15年）8月8日   |      |
| 3  | 杉江茂助   | 1926年（大正15年）8月9日  | 1930年（昭和5年）8月8日    |      |
| 4  | 杉江茂助   | 1930年（昭和5年）8月9日   | 1934年（昭和9年）8月8日    |      |
| 5  | 川上京太郎 | 1934年（昭和9年）8月9日   | 1937年（昭和12年）9月6日   |      |
| 6  | 杉江茂助   | 1939年（昭和14年）3月26日 | 1940年（昭和15年）7月25日  |      |
| 7  | 川上京太郎 | 1940年（昭和15年）9月29日 | 1942年（昭和17年）11月9日  |      |
| 8  | 中山隆治   | 1943年（昭和18年）1月22日 | 1943年（昭和18年）6月30日  |      |
| 9  | 柏瀬良七   | 1943年（昭和18年）7月10日 | 1946年（昭和21年）12月5日  |      |
| 10 | 久保平吉   | 1947年（昭和22年）4月5日  | 1951年（昭和26年）4月4日   |      |
| 11 | 塩田修一郎 | 1951年（昭和26年）4月23日 | 1954年（昭和29年）10月31日 |      |

出典:『栃木県町村合併誌 第三巻上』, p. 269